# Sokol (Lausitzer Gebirge)
Der Sokol (deutsch Falkenberg) ist auf Grund seiner Kegelform einer der markantesten Berge des Lausitzer Gebirges (592,5 m). Auf dem Gipfel befinden sich die geringen Überreste der Burg Starý Falkenburk (Alte Falkenburg).

## Lage und Umgebung
Der Phonolithkegel befindet sich ca. 1,2 km westlich von Petrovice (Petersdorf) bzw. 2,7 km südwestlich von Lückendorf unweit der Grenze zu Deutschland. Die nächstgelegenen Berggipfel sind die des Hochwaldes und des Jezevčí vrch (Limberg). Die Umgebung des Sokol ist stark bewaldet, vorwiegend mit Mischwald. Im Frühjahr blüht im Gipfelbereich der Hohle Lerchensporn, welcher einen Blütenteppich in Rot und Weiß ausbreitet.
Auf seinem Gipfel befinden sich die kaum noch wahrnehmbaren Reste der Burganlage Starý Falkenburk (Falkenburg).
Westlich des Berges entspringt der Hermanicky Potok (Hermsdorfer Bach), welcher nach Süden hin entwässert. Nördlich sind die Reste ehemaliger Eisenerzbergwerke zu finden.

## Burggeschichte
Der genaue Zeitpunkt der Errichtung der Falkenburg auf dem Gipfel des Sokol verliert sich in der Geschichte. Die erste Erwähnung der Burg findet sich 1415, als Albrecht von Dönis als Besitzer beurkundet wird. Wahrscheinlich diente die Burg dem Schutz der Handelsstraße von Zittau nach Jablonné (Deutsch Gabel).

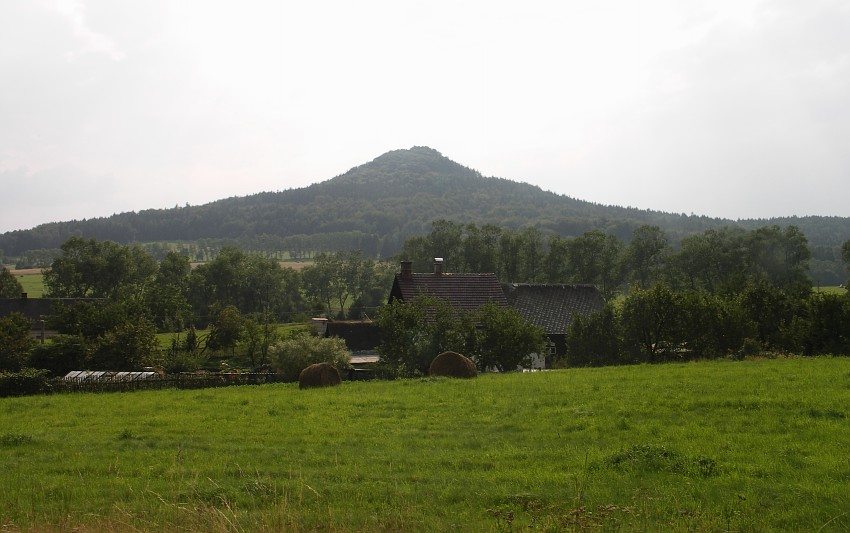
Sokol (Falkenberg) von Petersdorf aus gesehen

Während der Hussitenkriege raubschatzte die hussitische Burgbesatzung in der Umgebung. 1431 zerstörte deshalb der Oberlausitzer Sechsstädtebund erstmals die Burg, welche jedoch schnell wieder aufgebaut wurde. 1434 nach der Schlacht von Lipan verweigerten die Burgherren die Aussöhnung mit dem Sechsstädtebund, worauf Kaiser Sigismund den Zittauern befahl, die Burg zu zerstören. 1437 wurde verbreitet, die Burg sei durch eigene Unvorsichtigkeit niedergebrannt. Dieser Fakt wird als Finte zur Abwehr der vollständigen Zerstörung angesehen. Nikolaus Falke von Lamberg übernahm später die bereits wieder aufgebaute Burg, bevor sie 1467 vom Sechsstädtebund endgültig zerstört wurde. Sie diente noch einige Zeit als Versteck für Räuberbanden, galt aber bereits 1513 als wüst.
Heute kann man nur noch einige Reste der Ringmauer sowie Grundmauern der Hochburg sehen.

## Aussicht
Der Gipfelbereich ist mit Buchen bestanden, so dass eine partielle Aussicht allenfalls in der blätterlosen Jahreszeit möglich ist. Jedoch bieten sich während des Aufstiegs über Rodungen Blicke auf vor allem nördlich gelegene Berge des Lausitzer Gebirges.